# Monterey Sports Car Championships 2006
Navigation
Édition précédente Édition suivante
Le Monterey Sports Car Championships 2006, disputé sur le 21 octobre 2006 sur le circuit de Laguna Seca est la dernière course de l'American Le Mans Series 2006.

## Course

### Classement de la course
Classement final de la course (vainqueurs de catégorie en gras),, :
| Pos.   | Catégorie | N°  | Écurie                                      | Pilotes                                       | Châssis                          | Pneus | Tours/Abandon |
| Pos.   | Catégorie | N°  | Écurie                                      | Pilotes                                       | Moteur                           | Pneus | Tours/Abandon |
| ------ | --------- | --- | ------------------------------------------- | --------------------------------------------- | -------------------------------- | ----- | ------------- |
| 1      | LMP1      | 2   | Audi Sport North America                    | Allan McNish Rinaldo Capello                  | Audi R10 TDI                     | M     | 159           |
| 1      | LMP1      | 2   | Audi Sport North America                    | Allan McNish Rinaldo Capello                  | Audi TDI 5.5L Turbo V12 (Diesel) | M     | 159           |
| 2      | LMP1      | 1   | Audi Sport North America                    | Frank Biela Emanuele Pirro                    | Audi R10 TDI                     | M     | 159           |
| 2      | LMP1      | 1   | Audi Sport North America                    | Frank Biela Emanuele Pirro                    | Audi TDI 5.5L Turbo V12 (Diesel) | M     | 159           |
| 3      | LMP1      | 88  | Creation Autosportif                        | Nicolas Minassian Harold Primat               | Creation CA06/H                  | M     | 159           |
| 3      | LMP1      | 88  | Creation Autosportif                        | Nicolas Minassian Harold Primat               | Judd GV5 S2 5.0L V10             | M     | 159           |
| 4      | LMP2      | 7   | Penske Racing                               | Lucas Luhr Romain Dumas                       | Porsche RS Spyder                | M     | 159           |
| 4      | LMP2      | 7   | Penske Racing                               | Lucas Luhr Romain Dumas                       | Porsche MR6 3.4L V8              | M     | 159           |
| 5      | LMP2      | 6   | Penske Racing                               | Sascha Maassen Timo Bernhard                  | Porsche RS Spyder                | M     | 158           |
| 5      | LMP2      | 6   | Penske Racing                               | Sascha Maassen Timo Bernhard                  | Porsche MR6 3.4L V8              | M     | 158           |
| 6      | LMP1      | 16  | Dyson Racing                                | James Weaver Chris Dyson                      | Lola B06/10                      | M     | 158           |
| 6      | LMP1      | 16  | Dyson Racing                                | James Weaver Chris Dyson                      | AER P32T 3.6L Turbo V8           | M     | 158           |
| 7      | LMP1      | 15  | Zytek Engineering                           | Johnny Mowlem Stefan Johansson                | Zytek 06S                        | M     | 157           |
| 7      | LMP1      | 15  | Zytek Engineering                           | Johnny Mowlem Stefan Johansson                | Zytek 2ZG408 4.0L V8             | M     | 157           |
| 8      | GT1       | 009 | Aston Martin Racing                         | Stéphane Sarrazin Pedro Lamy                  | Aston Martin DBR9                | P     | 153           |
| 8      | GT1       | 009 | Aston Martin Racing                         | Stéphane Sarrazin Pedro Lamy                  | Aston Martin 6.0L V12            | P     | 153           |
| 9      | GT1       | 4   | Corvette Racing                             | Oliver Gavin Olivier Beretta                  | Chevrolet Corvette C6.R          | M     | 153           |
| 9      | GT1       | 4   | Corvette Racing                             | Oliver Gavin Olivier Beretta                  | Chevrolet 7.0L V8                | M     | 153           |
| 10     | GT1       | 3   | Corvette Racing                             | Ron Fellows Johnny O'Connell                  | Chevrolet Corvette C6.R          | M     | 152           |
| 10     | GT1       | 3   | Corvette Racing                             | Ron Fellows Johnny O'Connell                  | Chevrolet 7.0L V8                | M     | 152           |
| 11     | GT1       | 007 | Aston Martin Racing                         | Tomáš Enge Darren Turner                      | Aston Martin DBR9                | P     | 152           |
| 11     | GT1       | 007 | Aston Martin Racing                         | Tomáš Enge Darren Turner                      | Aston Martin 6.0L V12            | P     | 152           |
| 12     | LMP2      | 37  | Intersport Racing                           | Jon Field Clint Field Liz Halliday            | Lola B05/40                      | G     | 151           |
| 12     | LMP2      | 37  | Intersport Racing                           | Jon Field Clint Field Liz Halliday            | AER P07 2.0L Turbo I4            | G     | 151           |
| 13     | GT2       | 62  | Risi Competizione                           | Mika Salo Stephane Ortelli                    | Ferrari F430GT                   | M     | 149           |
| 13     | GT2       | 62  | Risi Competizione                           | Mika Salo Stephane Ortelli                    | Ferrari 4.0L V8                  | M     | 149           |
| 14     | GT2       | 31  | Petersen Motorsports White Lightning Racing | Jörg Bergmeister Patrick Long Mike Petersen   | Porsche 911 GT3-RSR              | M     | 149           |
| 14     | GT2       | 31  | Petersen Motorsports White Lightning Racing | Jörg Bergmeister Patrick Long Mike Petersen   | Porsche 3.6L Flat-6              | M     | 149           |
| 15     | LMP2      | 8   | B-K Motorsport                              | Jamie Bach Guy Cosmo                          | Courage C65                      | K     | 149           |
| 15     | LMP2      | 8   | B-K Motorsport                              | Jamie Bach Guy Cosmo                          | Mazda R20B 2.0L 3-Rotor          | K     | 149           |
| 16     | GT2       | 23  | Alex Job Racing                             | Mike Rockenfeller Marcel Tiemann              | Porsche 911 GT3-RSR              | M     | 148           |
| 16     | GT2       | 23  | Alex Job Racing                             | Mike Rockenfeller Marcel Tiemann              | Porsche 3.6L Flat-6              | M     | 148           |
| 17     | GT2       | 44  | Flying Lizard Motorsports                   | Darren Law Seth Neiman                        | Porsche 911 GT3-RSR              | M     | 147           |
| 17     | GT2       | 44  | Flying Lizard Motorsports                   | Darren Law Seth Neiman                        | Porsche 3.6L Flat-6              | M     | 147           |
| 18     | GT2       | 51  | Multimatic Motorsports Team Panoz           | Gunnar Jeannette Tommy Milner                 | Panoz Esperante GT-LM            | P     | 146           |
| 18     | GT2       | 51  | Multimatic Motorsports Team Panoz           | Gunnar Jeannette Tommy Milner                 | Ford (Elan) 5.0L V8              | P     | 146           |
| 19     | GT2       | 45  | Flying Lizard Motorsports                   | Johannes van Overbeek Wolf Henzler            | Porsche 911 GT3-RSR              | M     | 141           |
| 19     | GT2       | 45  | Flying Lizard Motorsports                   | Johannes van Overbeek Wolf Henzler            | Porsche 3.6L Flat-6              | M     | 141           |
| 20     | GT2       | 61  | Risi Competizione                           | Maurizio Mediani Andrea Bertolini             | Ferrari F430GT                   | M     | 140           |
| 20     | GT2       | 61  | Risi Competizione                           | Maurizio Mediani Andrea Bertolini             | Ferrari 4.0L V8                  | M     | 140           |
| 21 DNF | GT2       | 21  | BMW Team PTG                                | Bill Auberlen Joey Hand                       | BMW M3                           | Y     | 139           |
| 21 DNF | GT2       | 21  | BMW Team PTG                                | Bill Auberlen Joey Hand                       | BMW 3.2L I6                      | Y     | 139           |
| 22     | LMP2      | 76  | Team Bruichladdich Radical                  | Stuart Moseley Michael Vergers                | Radical SR9                      | D     | 134           |
| 22     | LMP2      | 76  | Team Bruichladdich Radical                  | Stuart Moseley Michael Vergers                | AER P07 2.0L Turbo I4            | D     | 134           |
| 23     | LMP1      | 12  | Autocon Motorsport                          | Mike Lewis Bryan Willman John Graham          | MG-Lola EX257                    | D     | 128           |
| 23     | LMP1      | 12  | Autocon Motorsport                          | Mike Lewis Bryan Willman John Graham          | AER P07 2.0L Turbo I4            | D     | 128           |
| 24 DNF | LMP2      | 19  | Van der Steur Racing                        | Gunnar van der Steur Ben Devlin Adam Pecorari | Radical SR9                      | K     | 100           |
| 24 DNF | LMP2      | 19  | Van der Steur Racing                        | Gunnar van der Steur Ben Devlin Adam Pecorari | AER P07 2.0L Turbo I4            | K     | 100           |
| 25 DNF | GT2       | 22  | BMW Team PTG                                | Justin Marks Bryan Sellers Ian James          | BMW M3                           | Y     | 80            |
| 25 DNF | GT2       | 22  | BMW Team PTG                                | Justin Marks Bryan Sellers Ian James          | BMW 3.2L I6                      | Y     | 80            |
| 26 DNF | LMP2      | 27  | Horag-Lista Racing                          | Fredy Lienhard Didier Theys                   | Lola B05/40                      | M     | 78            |
| 26 DNF | LMP2      | 27  | Horag-Lista Racing                          | Fredy Lienhard Didier Theys                   | Judd XV675 3.4L V8               | M     | 78            |
| 27 DNF | GT2       | 50  | Multimatic Motorsports Team Panoz           | Scott Maxwell David Brabham                   | Panoz Esperante GT-LM            | P     | 76            |
| 27 DNF | GT2       | 50  | Multimatic Motorsports Team Panoz           | Scott Maxwell David Brabham                   | Ford (Elan) 5.0L V8              | P     | 76            |